# Tvrzice
Tvrzice település Csehországban, a Prachaticei járásban. Tvrzice Dub, Bušanovice, Újezdec, Bohunice, Lipovice és Předslavice településekkel határos. Lakosainak száma 130 fő (2024. január 1.).

## Népesség
A település lakosságának változását az alábbi diagram mutatja:
| Lakosok száma | 204  | 233  | 246  | 134  | 136  | 124  | 121  | 121  | 129  | 130  |
|               | 1869 | 1900 | 1921 | 1961 | 1980 | 2011 | 2016 | 2019 | 2021 | 2024 |